# Trolejbusy w Ałmaty

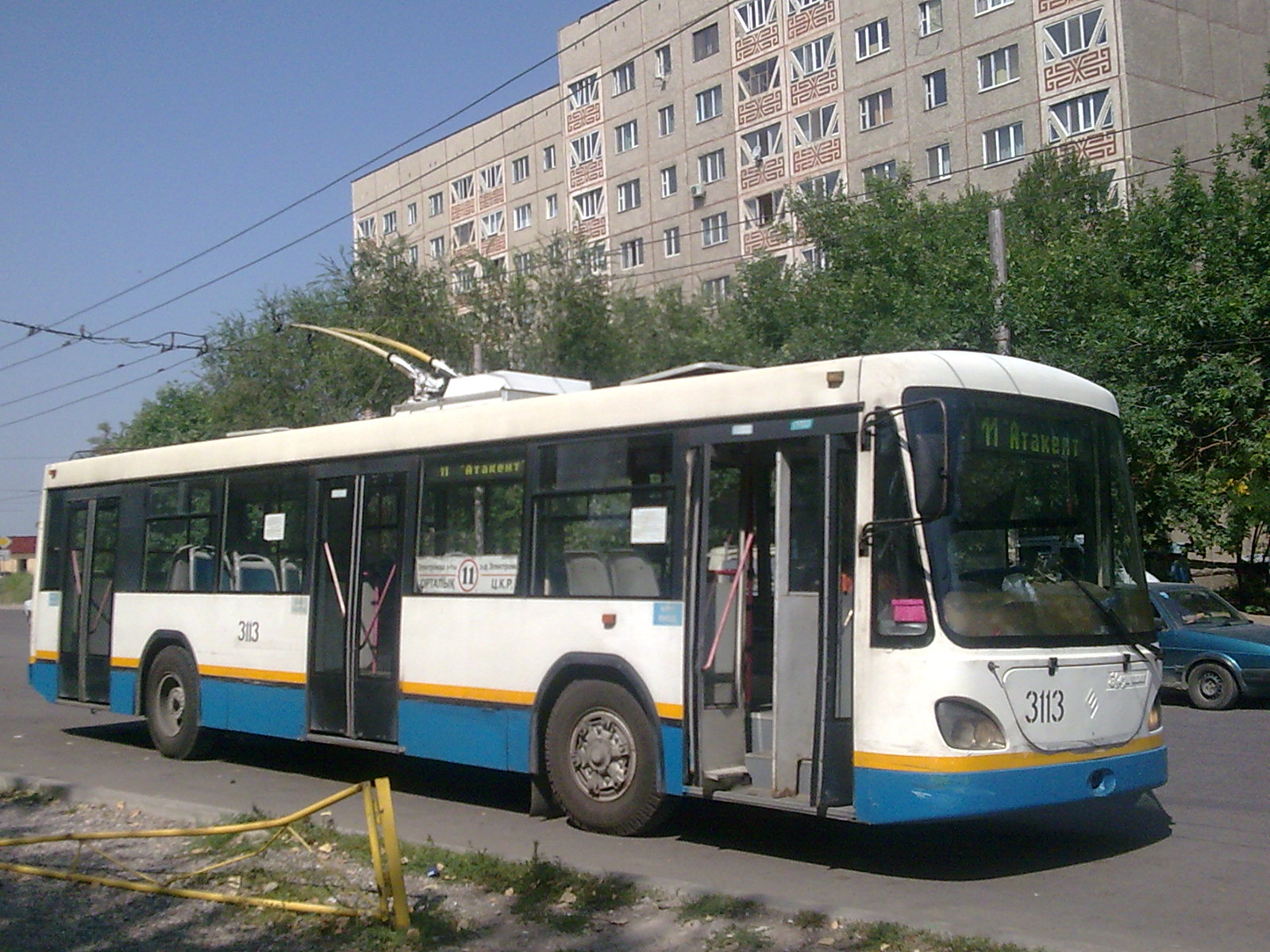
Trolejbus TP KAZ 398 o nr 3113

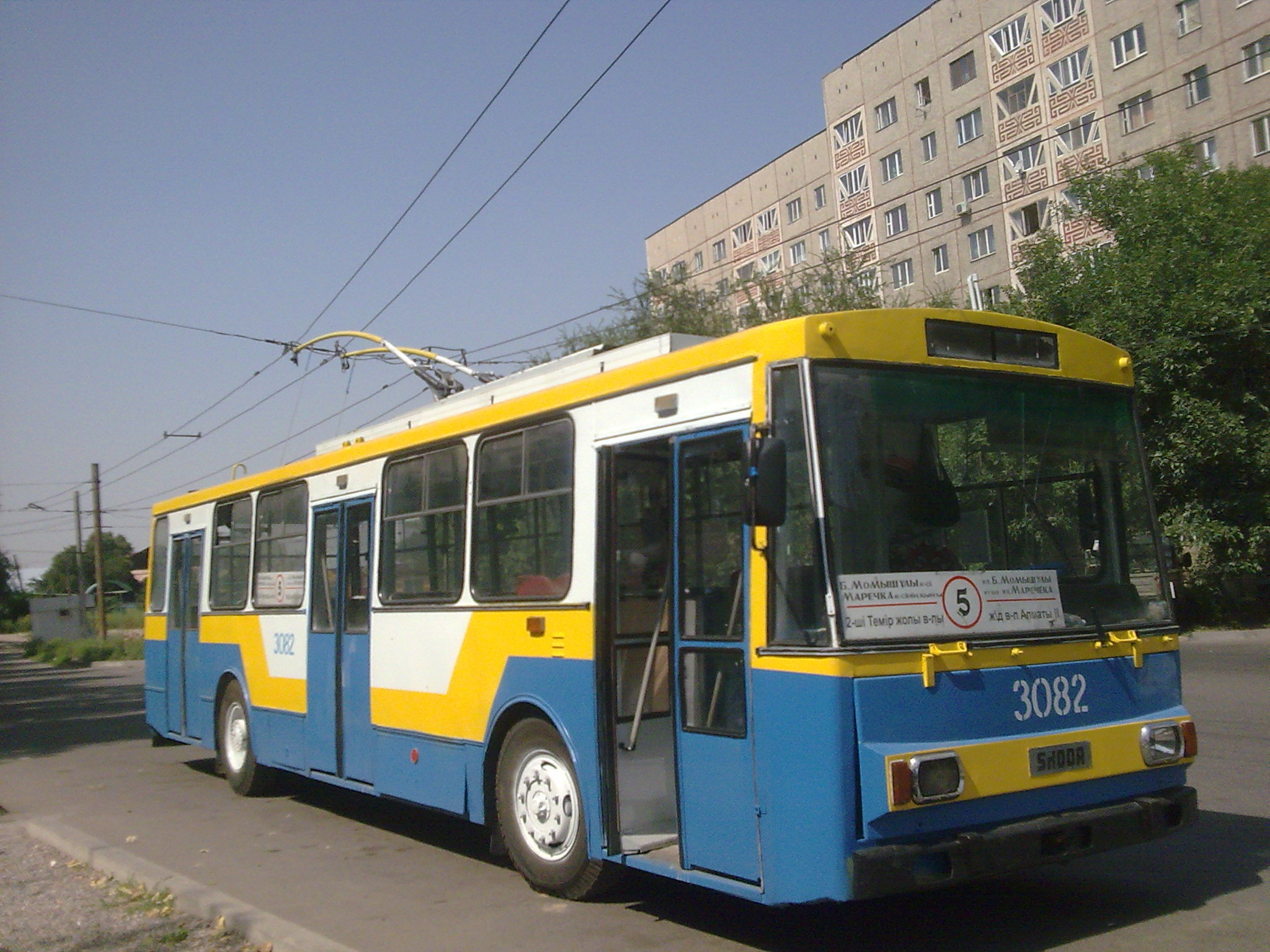
Trolejbus Škoda 14 Tr w Ałmaty

Trolejbusy w Ałmaty − system komunikacji trolejbusowej działający w Ałmaty w Kazachstanie.
Pierwszą linię trolejbusową uruchomiono w 1944.

## Linie
Obecnie w Ałmaty istnieje 9 linii trolejbusowych:
| Linia | Trasa                                                | Zajezdnia obsługująca linię |
| ----- | ---------------------------------------------------- | --------------------------- |
| 1     | Centralny park kultury i otdycha ↔ ulica Kożabiekowa | zajezdnia trolejbusowa nr 1 |
| 5     | Żeleznodorożnyj wokzał Ałmaty-2 ↔ mkr. Aksaj         | zajezdnia trolejbusowa nr 1 |
| 6     | Żeleznodorożnyj wokzał Ałmaty-2 ↔ mkr. Aksaj-3       | zajezdnia trolejbusowa nr 1 |
| 7     | Żeleznodorożnyj wokzał Ałmaty-1 ↔ ulica Manasa       | zajezdnia trolejbusowa nr 1 |
| 9     | Zielenyj bazar ↔ ulica Kożabiekowa                   | zajezdnia trolejbusowa nr 1 |
| 11    | Zielenyj bazar ↔ ul. Margulana                       | zajezdnia trolejbusowa nr 1 |
| 12    | Centralny park kultury i otdycha ↔ Zhandosow/Sain    | zajezdnia trolejbusowa nr 1 |
| 19    | Zielenyj bazar ↔ aleja Ryskulowa                     | zajezdnia trolejbusowa nr 1 |
| 25    | ul. Margulana ↔ Centralny park kultury i otdycha     | zajezdnia trolejbusowa nr 1 |

## Tabor
Tabor trolejbusowy w Ałmaty liczy 172 trolejbusy:
- TP KAZ 398 − 68 trolejbusów
- TP KAZ 398 Alaman - 15 trolejbusów
- Neoplan Kazakhstan Young Man JNP6120GDZ - 20 trolejbusów
- ZiU-9 − 29 trolejbusów
- Škoda 14Tr - 39 trolejbusów
- Škoda 21Tr - 1 trolejbus